# لوانتو، لیگوریا
لوانتو، لیگوریا (به ایتالیایی: Levanto, Liguria) یک شهرستان در ایتالیا است که در استان لا اسپتزیا واقع شده‌است.

## خصوصیات
لوانتو ۳۸٫۰ کیلومترمربع مساحت و ۵٬۵۹۷ نفر جمعیت دارد و ۳ متر بالاتر از سطح دریا واقع شده‌است.